# 迪默绍
迪默绍（法語：Dimechaux）是法国北部-加来海峡大区诺尔省的一个市镇，属于埃尔普河畔阿韦讷区索勒尔堡县。该市镇2009年时的人口为339人。

## 人口
迪默绍人口变化图示
| 数据来源：INSEE |